# Faeto
Faeto là một đô thị thuộc tỉnh Foggia trong vùng Puglia của Ý. Đô thị này có diện tích km², dân số người.
Đô thị này có diện tích 26 km2, dân số 799 người. 
Đô thị Faeto giáp với các đô thị sau: Biccari, Castelfranco in Miscano, Celle di San Vito, Greci, Orsara di Puglia, Roseto Valfortore.